# 니콜라이 포코틸로
니콜라이 포코틸로(러시아어: Николай Покотыло, 1984년 5월 25일 ~ )는 카자흐스탄의 가수이다.